# Tallberget
Tallberget är ett naturreservat i Överkalix kommun i Norrbottens län.
Området är naturskyddat sedan 2010 och är 1,9 kvadratkilometer stort. Reservatet omfattar två toppar med myrmark omkring. Reservatet består mest av tallskog men det finns även granar och lövträd.